# نورث دانسفيل (نيويورك)
نورث دانسفيل (بالإنجليزية: North Dansville, New York)‏ هي بلدة أمريكية تقع في الولايات المتحدة في مقاطعة ليفينغستون، نيويورك. يقدر عدد سكانها بـ 5,538 نسمة ومساحتها 25.5 كم2 وترتفع عن سطح البحر 222 متر.